# 파라과이 과라니
과라니(guaraní, 복수형: guaraníes) (통화기호: ₲, ; ISO 4217 부호: PYG)는 파라과이의 통화이다. 보조 단위로 센티모(1/100 과라니)가 있었으나, 지나치게 낮은 가치로 하여 사용되지 않는다.

## 역사
1943년 10월 5일, 100 페소를 1 과라니로 교환하는 화폐 개혁이 시행되었다. 1944년에 처음 발행되었다. 1960년부터 1982년까지, 파라과이는 1 미국 달러 = 126 과라니 비율의 고정환율제를 시행했었다.

## 동전
1944년, 알루미늄 청동으로 만든 1, 5, 10, 25 와 50 센티모 동전이 발행되었다. 모든 동전은 둥근 모양이었고, 제조 날짜가 새겨졌다. 50센티모 동전을 제외한 동전의 앞면에는 꽃과 "República del Paraguay"(파라과이 공화국)라는 문구가 들어갔다. 50센티모 동전은 사자와 자유를 상징하는 모자가 새겨졌다. 그리고 동전의 뒷면에는 액면가가 새겨져 있었다.
1953년, 두 번째 발행한 10, 15, 25, 50 센티모 동전은 다시 알루미늄 청동으로 주조되었으나 가리비 모양이었고 사자와 자유를 상징하는 모자가 앞면에 새겨졌다. 현재, 센티모 동전은 더 이상 통용되지 않는다.
1975년, 스테인리스 강철로 만든 1, 5, 10, 50 과라니 동전이 둥근 모양으로 발행되었다
1990년, 동전의 재료가 스테인리스 강철에서 황동으로 도금한 니켈 황동으로 변경되었다. 이 때, 100 과라니 동전이 처음 발행되었다.
1997년, 500 과라니 동전이 첫 발행되었다.
2007년, 1000 과라니 동전(2006년 주조)이 첫 발행되었다.
같은 해, 슬로바키아 조폐국이 주조한 새로운 도안의 50, 100, 500 과라니 동전이 발행되었다.
물가상승 및 낮은 가치로인해 100과라니 미만의 단위는 일반적인 거래시 거의 사용되지 않고있다.

## 지폐
처음으로 발행된 과라니 지폐는 50, 100, 500, 1000 페소 지폐 위에 50센티모스, 1, 5, 10 과라니를 인장으로 찍어놓은 것이었다. 그 후 정식으로 1, 5, 10, 50, 100, 500, 1000 과라니 지폐가 발행되었다. 이들 지폐는 델라루 사가 인쇄하였다.
1963년, 1952년 법에 따라 완전히 재도안되었다. 지폐의 수도 5000, 1만 과라니 지폐가 발행되면서 늘었다. 인플레이션으로 500 과라니까지의 지폐가 더 이상 유통되지 않을 때까지, 이 도안은 수십 년간 유지되었다. 1982년 도안에는 과라니어로 된 액면이 뒷면에 추가되었다.
1990년에 5만 과라니 지폐가, 1998년에 100,000 과라니 지폐가 처음 발행되었다. 20세기의 마지막 20년 동안, 여러 인쇄처에서 과라니 지폐가 인쇄되었다.
2004년, 5만 과라니 지폐를 제외한 신권이 발행되었다. 위조 방지 기능이 강화되었고, 도안이 언더프린트 (underprint, 지폐나 우표 뒷면에 선전의 용도로 찍혀 있는 문자나 기호)된 것이었다. 기섹 앤드 데브리엔트 사가 20,000 과라니 지폐를, 델라루 사가 나머지를 인쇄하였다.
2005년에 5만 과라니 지폐 신권이 인쇄되었지만, 공식적으로 발행되기 전에 범죄로 유통되었다. 파라과이 중앙은행은 이 5만 과라니 신권들을 전부 무효 처리하였다.
과라니는 전 아메리카 대륙에서 가장 가치가 낮은 통화이다.

## 같이 보기
- 파라과이의 경제

## 참고 문헌
- 《A Dictionary of Finance and Banking》 3판. USA: Oxford University Press. 2005. 0-19-860749-0.
- Krause, Chester L. and Clifford Mishler (1991). Standard Catalog of World Coins: 1801-1991, 18th ed., Krause Publications. ISBN 0-87341-150-1.
- Pick, Albert (1994). Standard Catalog of World Paper Money: General Issues, Colin R. Bruce II and Neil Shafer (editors), 7th ed., Krause Publications. ISBN 0-87341-207-9.